# حبك نار (فلم)
حبك نار فيلم مصري من إنتاج عام 2004، إخراج إيهاب راضي، وتأليف أحمد يوسف وإيهاب راضي. 
أحداث الفيلم مستوحاة من فيلم روميو + جولييت الذي أخرجه باز لورمان عام 1996 معتمداً على مسرحية وليام شيكسبير الشهيرة. أما اسم الفيلم، فهو مأخوذ من الأغنية التي غناها عبد الحليم حافظ بنفس الاسم في فيلم حكاية حب عام 1959.
تاريخ صدور الفيلم يوافق عيد الفطر لعام 1425 هـ.

## قصة الفيلم
تدور أحداث الفيلم في مدينة الإسكندرية بين عائلتان من أكبر وأغنى العائلات تنحدر من أصول صعيدية زحفت إلى الإسكندرية وحدث بينهم ثأر ترسب في الأعماق فأصبحا من أشر الأعداء لبعضهما، وفي وسط هذه الأحداث تنشأ قصة حب مصادفة بين شاب وشابة من أبناء العائلتين وهنا يبدأ الصراع بكل أشكاله المختلفة لمحاربة هذا الحب وهدمه.

## بطولة
- مصطفى قمر
- نيللي كريم
- مجدي كامل
- رامز جلال
- السيد راضي
- سعيد عبد الغني
- زيزي البدراوي
- يوسف فوزي
- غادة راضي
- خليل مرسي
- أمل إبراهيم
- شروق
- عبد الله مشرف
- مصطفى هريدي
- أحمد عقل
- فؤاد خليل
- احمد ثابت

## فريق العمل
- سيناريو : أحمد يوسف، إيهاب راضي
- حوار : أحمد يوسف
- إخراج : إيهاب راضي
- مونتاج : إيهاب راضي
- موسيقي تصويرية : تامر كروان
- مدير تصوير : أحمد عبد العزيز، سعيد الشيمي
- ديكور : سيد خليل
- مدير إنتاج : وليد النجار
- إنتاج : محمد راضي
- منتج فني : غادة راضي
- توزيع : اوسكار، النصر، الماسة

## وصلات خارجية
- مقالات تستعمل روابط فنية بلا صلة مع ويكي بيانات